# Schiaparelli (Marslander)

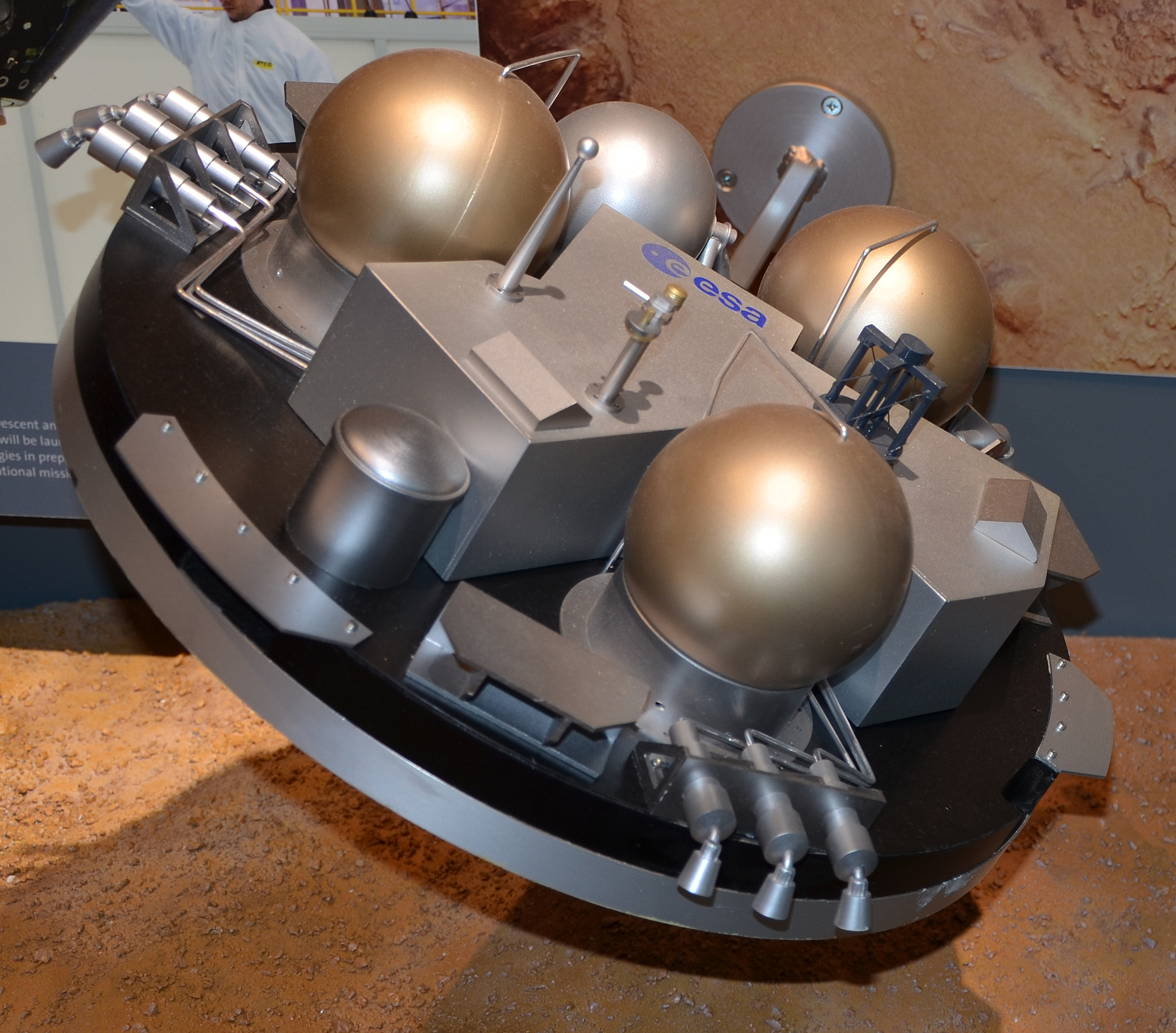
Stark vereinfachtes Modell des Landers auf der Pariser Luftfahrtschau 2013, ohne Hitzeschutzschild, rückseitiger Abdeckkappe und Wärmeisolierfolien, schräg von oben sichtbar: 3 Kugeltanks für Hydrazin, 1 für Helium, 2 von 3 Triebwerksdüsentripel, am Plateau links der hohe Micro-ARES-Mast, daneben der kleinere Met(eorologie)-Mast mit 3 Instrumenten, mehrfach aufgeständert der Laserreflektor

Schiaparelli war ein Mars-Lander der Europäischen Weltraumorganisation (ESA) und von Roskosmos, der als Demonstrationsmodul für den [Atmosphären-]Eintritt, Abstieg und die Landung (englisch Entry, descent and landing Demonstrator Module, kurz EDM) entworfen wurde. Er wurde nach dem italienischen Astronomen Giovanni Schiaparelli benannt.
Aufgrund technischer Probleme misslang am 19. Oktober 2016 die Landung. Gemäß offiziellem Untersuchungsbericht führte ein Fehler bei einem Messgerät zur Überlastung des Bordcomputers. In der Folge stürzte die Marssonde aus fast 4 km Höhe ungebremst auf die Oberfläche des Roten Planeten und schlug dort mit einer Geschwindigkeit von 540 km/h auf.

## Missionsablauf
Mit Hilfe des Gerätes, das mit dem ExoMars Trace Gas Orbiter zu seinem Zielplaneten befördert wurde, sollten alle Technologien für künftige Landungen auf dem Mars erprobt werden. Dazu gehören besondere Materialien für den Hitzeschutz, die Fallschirme, das Doppler-Radar zur Höhenbestimmung und die mit flüssigem Treibstoff betriebenen Bremsraketen. Nach der Landung sollte Schiaparelli zwei bis vier Marstage lang auf der Oberfläche arbeiten. Da Schiaparelli keine Solarzellen besaß, sondern nur Batterien zur Energieversorgung, war die Funktionstüchtigkeit auf wenige Tage begrenzt.
Der Start erfolgte am 14. März 2016 mit einer russischen Proton-Rakete vom Kosmodrom Baikonur. Während der Reise zum Mars war Schiaparelli mit dem Orbiter fest verbunden und wurde in einen „Tiefschlaf“ versetzt. Die geplante Mission war im Einzelnen wie folgt gegliedert:
- Am 16. Oktober, drei Tage vor dem Erreichen der Marsatmosphäre, trennte sich Schiaparelli vom Orbiter.[6] Mit den Hitzeschutzschilden hat er eine flachkegelige Scheibenform.
- Während der weiteren Reise zum Mars blieb der Lander vorerst im Tiefschlaf, um so Energie zu sparen.
- Kurz vor dem Erreichen der Atmosphäre wurden in 122,5 km Höhe bei einer Geschwindigkeit von etwa 21.000 km/h die Systeme aktiviert.
- Ein Hitzeschild sollte Schiaparelli in der ersten Phase des Eintritts schützen und abbremsen, sodass in einer Höhe von ungefähr 11 km bei einer Geschwindigkeit von etwa 1650 km/h der Fallschirm ausgelöst werden konnte.
- Anschließend sollte erst der vordere und dann der hintere Hitzeschutz abgeworfen werden.
- Mit einem Doppler-Höhen- und -Geschwindigkeitsmesser sollte dann die Position in Bezug zur Marsoberfläche bestimmt werden.
- Schließlich sollte das Flüssigkeitstriebwerk aktiviert und die Geschwindigkeit auf 15 km/h bis zu einer Höhe von 2 m reduziert werden. Sodann sollte das Triebwerk abgeschaltet werden, der Lander sollte auf den Grund fallen. Der Aufprall sollte von der plastisch komprimierbaren Struktur gedämpft werden.
- Mit einer Datenverbindung zum Orbiter sollten die wichtigsten Daten in Echtzeit zum Orbiter übertragen werden. Zudem sollten die Daten innerhalb von 8 Marstagen nach der Landung vollständig übermittelt und die Mission von Schiaparelli danach beendet werden.

Als primäre Landestelle war Meridiani Planum festgelegt worden. Der NASA-Rover Opportunity erforschte ebenfalls diese Region. Die Ebene ist von besonderem Interesse für Wissenschaftler, da sie Hämatite enthält – ein Eisenoxid, das auf der Erde fast ausschließlich in Umgebungen mit flüssigem Wasser entsteht.

Vorher-Nachher-Aufnahme der Marsoberfläche durch den Mars Reconnaissance Orbiter der NASA: Die am 20. Oktober 2016 nachgewiesenen Flecke stehen für den Absturzort von Lander (schwarz, oben) und Fallschirm (weiß, unten). Rechts am Rand eine vergrößerte Darstellung des gerahmten Bereichs.

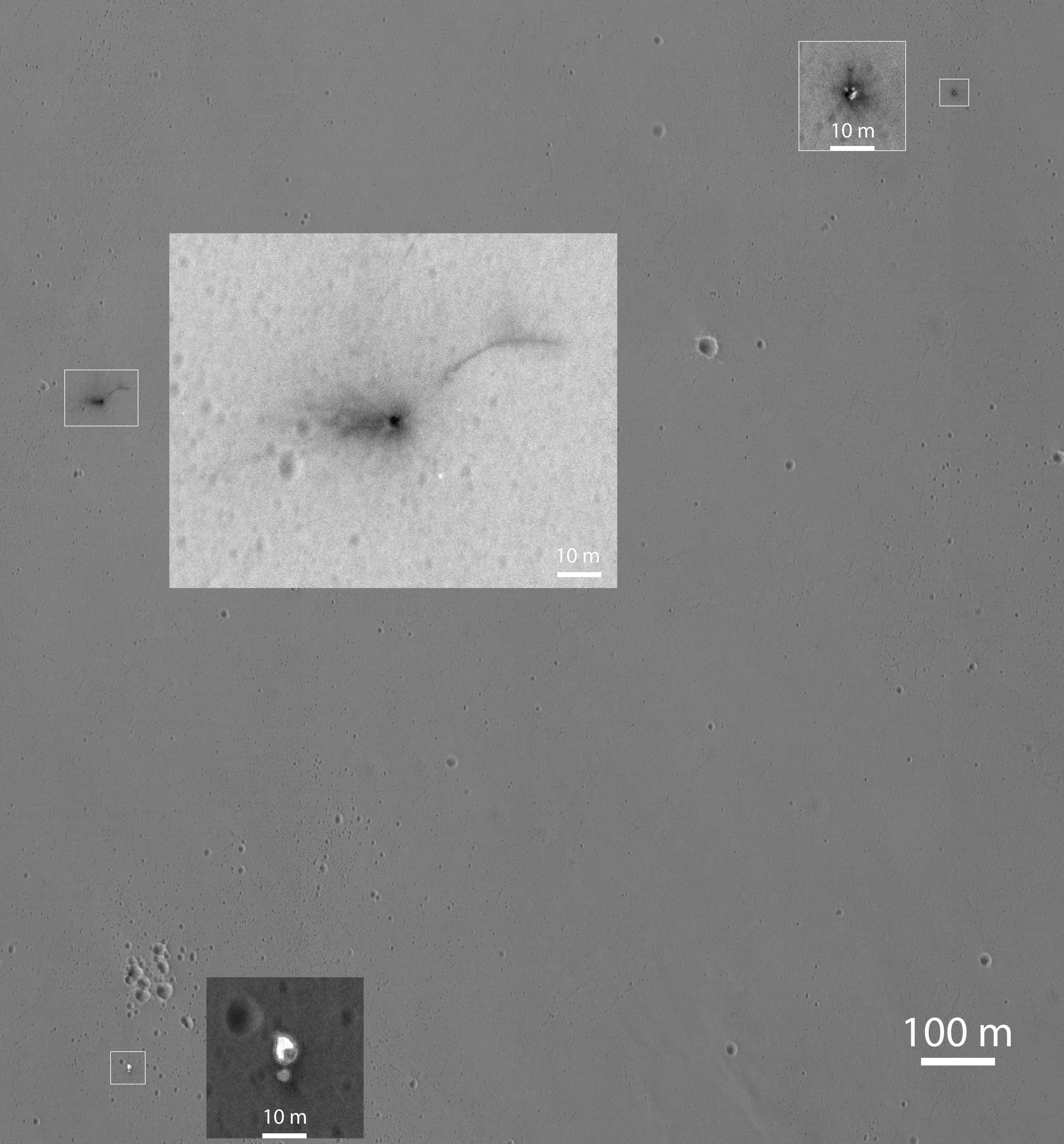
Hoch auflösende MRO-Aufnahme: Vom Absturzort ausgehende, dunkle Strahlen werden als Hinweis gedeutet, dass der Lander beim Aufprall einen Krater verursacht hat (oben). Nah unterhalb des Fallschirms ist der obere Hitzeschutzschild zu erkennen (unten).

Schon kurz nach dem erwarteten Zeitpunkt der Landung war allerdings von der ESA bekanntgegeben worden, dass der Funkkontakt des Landers zu dem im indischen Pune befindlichen Giant Metrewave Radio Telescope (GMRT) während der Landephase abgebrochen war. Zugleich war der Funkkontakt von Schiaparelli zur Raumsonde Mars Express abgebrochen. Die von beiden Quellen sowie vom Mutterschiff registrierten und zur Erde gesendeten Daten ergaben laut ESA, „dass die Phasen des Eintritts und des Abstiegs in die Atmosphäre wie erwartet verlaufen sind, die Ereignisse nach dem Abwurf des hinteren Hitzeschilds und des Fallschirms jedoch auf einen nicht planmäßigen Verlauf hindeuten. So scheint der Abwurf früher als geplant erfolgt zu sein.“ Zugleich teilte die ESA in einer ersten Analyse am 20. Oktober 2016 mit: „Was die Triebwerke anbetrifft, kann zwar mit Sicherheit gesagt werden, dass sie für eine kurze Zeit gezündet wurden, es aber danach aussieht, dass sie ihren Betrieb früher als erwartet eingestellt haben.“ Das Fehlverhalten habe zur Folge gehabt, dass „keine sanfte Landung erfolgte.“
Der Aufprallort des Landers und des abgeworfenen Fallschirms wurde am 20. Oktober 2016 anhand von Fotografien der Marsoberfläche durch MRO-Aufnahmen nachgewiesen; zugleich berichtete die ESA am 21. Oktober 2016: „Es wird geschätzt, dass Schiaparelli aus einer Höhe zwischen 2 und 4 km gefallen ist und somit mit einer Geschwindigkeit von mehr als 300 km/h aufgeschlagen ist.“ Es sei möglich, „dass das Landegerät beim Aufprall explodiert ist, da die Treibstofftanks wahrscheinlich noch gefüllt waren.“ Der im Mai 2017 von der ESA vorgelegte abschließende Untersuchungsbericht führte das Scheitern der weichen Landung schließlich auf eine Abfolge von Fehlfunktionen zurück. Auslösend war demnach die Fehlfunktion der Inertial Measurement Unit (IMU), einem Messgerät, das die Eigenbewegung der Sonde überwachen sollte. Offenbar bewegte sich Schiaparelli beim Eintritt in die Marsatmosphäre stärker als erwartet hin und her, so dass IMU überlastet wurde und – wesentlich länger als für einen solchen Fall vorgesehen – nicht betriebsbereit war. Während dieser Ausfallzeit wurden falsche Höhenangaben berechnet, die – obwohl völlig unplausibel eine Position bereits unterhalb der Marsoberfläche ausweisend – dazu führten, dass die Fallschirme abgeworfen und die Bremsraketen kurz gezündet wurden. Daraufhin fiel Schiaparelli ungebremst mit einer Geschwindigkeit von 540 km/h zu Boden.
Das Scheitern der Landung hatte jedoch keine grundlegenden Folgen für das im Jahr 2020 geplante Absetzen des europäischen ExoMars Rovers. Am 2. Dezember 2016 gab die ESA die benötigten Gelder frei.

## Aufbau
Wie auch TGO leitete sich das Design von Schiaparelli von früheren Studien im Rahmen des ExoMars-Projektes ab. Eine Reihe von Sensoren sollten die wesentlichen Parameter der zu testenden Schlüsseltechnologien aufzeichnen. Dazu gehörten insbesondere der Hitzeschutz, der Fallschirm, das Doppler-Radar und die mit flüssigem Treibstoff betriebenen Bremstriebwerke. Die Daten sollten anschließend zur Erde übermittelt werden und künftigen europäischen Missionen zugutekommen.
Der Aufbau im Detail:
- Durchmesser: 2,4 m mit Hitzeschild, 1,65 m ohne
- Masse: 600 kg
- Material des Hitzeschildes: Kohlenstofffaser-Sandwichstruktur mit 90 Norcoat-Liege-Isolierkacheln (eine Isolation auf Kork-Basis)[13]
- Struktur: Aluminium-Sandwich mit Deckschichten aus kohlenstofffaserverstärktem Kunststoff
- Fallschirm: Disk-Gap-Band-Kappe, 12 m Durchmesser
- Antrieb: dreimal je drei Hydrazin-Triebwerke (jedes 400 N), betrieben im Pulse-Mode
- Elektrische Energie: Akkus
- Kommunikation: UHF-Link mit zwei Antennen zum Orbiter

Die europäischen Industrie unter Leitung von Thales Alenia Space entwickelte die Sonde für die ESA.

## Wissenschaftliche Instrumente
Die Messinstrumente wurden 2011 noch gemeinsam von NASA und ESA ausgewählt. Diese waren in zwei Aufgabengebiete aufgeteilt: DREAMS umfasste alle oberflächengebundenen Experimente und AMELIA diejenigen, die während des Abstiegs Informationen über das Verhalten des Landers liefern sollten. Darüber hinaus sollte mit COMARS+ der Wärmefluss im Hitzeschild aufgezeichnet und mit der Abstiegskamera DECA (descent camera) die Landestelle fotografiert sowie die Transparenz der Atmosphäre bestimmt werden. Die Kamera kam aus dem Bestand des Herschel-Weltraumteleskop-Programms. Die Oberseite von Schiaparelli enthielt ein Array von Laserreflektoren für Ortungen aus dem Orbit.
DREAMSDer Name steht für Dust Characterisation, Risk Assessment, and Environment Analyser on the Martian Surface (englisch für Staubbestimmung, Risikobewertung und Umweltmessgerät auf der Marsoberfläche). Die Bestandteile waren: MetWind (Windgeschwindigkeit und -richtung), DREAMS-H (Feuchtigkeit, englisch humidity), DREAMS-P (Druck, englisch pressure), MarsTem (Temperatur nahe der Oberfläche), Solar Irradiance Sensor, SIS (Sonneneinstrahlung, Transparenz der Atmosphäre) und Atmospheric Radiation and Electricity Sensor, MicroARES (Strahlung und elektrische Aufladung in der Atmosphäre). Es sollten genauere Erkenntnisse über den Einfluss von elektrischen Kräften, auch in Abhängigkeit von der Feuchtigkeit, auf den Staub gewonnen werden. Mit diesem Mechanismus werden Staubstürme ausgelöst.
AMELIADieser Name steht für Atmospheric Mars Entry and Landing Investigation and Analysis (englisch für Atmosphärische Marseintritts- und Marslandeuntersuchung und -Analyse). Bestimmt werden sollten atmosphärische Bedingungen wie Dichte und Wind von großer Höhe bis hin zur Oberfläche.
DECADie Landekamera wiegt etwa 600 g bei Abmessungen von etwa 9 cm × 9 cm × 9 cm. Sie sollte hochauflösende Fotos von der Landestelle liefern und die Grundlage für ein dreidimensionales topographisches Modell der Region bilden. Nachdem der vordere Hitzeschutz abgeworfen war, sollten die Aufnahmen beginnen. Es sollten 15 Bilder in einem Intervall von 1,5 Sekunden aufgenommen und gespeichert werden. Um elektrostatische Entladungen während des Fluges durch die Atmosphäre zu vermeiden, sollten sie erst nach einer mehrere Minuten dauernden Verzögerung zum Orbiter gesendet werden.
Der Laserreflektor (INRRI – INstrument for Landing – Roving Laser Retroreflector Investigations) bestand aus einer kuppelförmigen Anordnung von acht Würfeleckenreflektoren (CCR) aus Quarzglas Suprasil 1. Er wäre der erste Vermessungsreflektor gewesen, der auf dem Mars platziert worden wäre und sollte als rein passives Element länger funktionieren. Er sollte daneben auch zum Messen des Niederschlags von Staub und seines Wieder-Weggeblasen-Werdens durch den Wind dienen.